# 伦施泰格地区罗森塔尔
伦施泰格地区罗森塔尔（德語：Rosenthal am Rennsteig，發音：[ˈʁoːzn̩taːl ʔam ˈʁɛnʃtaɪk]）是德国图林根州萨勒-奥拉县的市镇，面积56.49平方千米，2023年12月31日人口为3,806人。该市镇于2019年1月1日由市镇比肯许格尔、布兰肯贝格、布兰肯施泰因、哈拉、洛本施泰因附近诺因多夫、波蒂加和施莱格尔合并而成，得名于罗森塔尔纸浆及造纸厂和山脊步道伦施泰格。